# Carl Ben Eielson

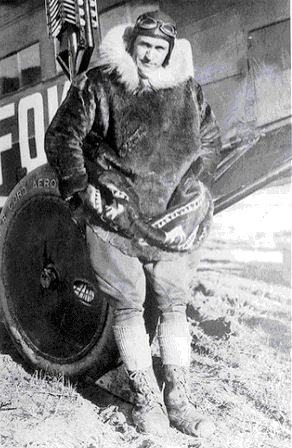
Carl Ben Eielson

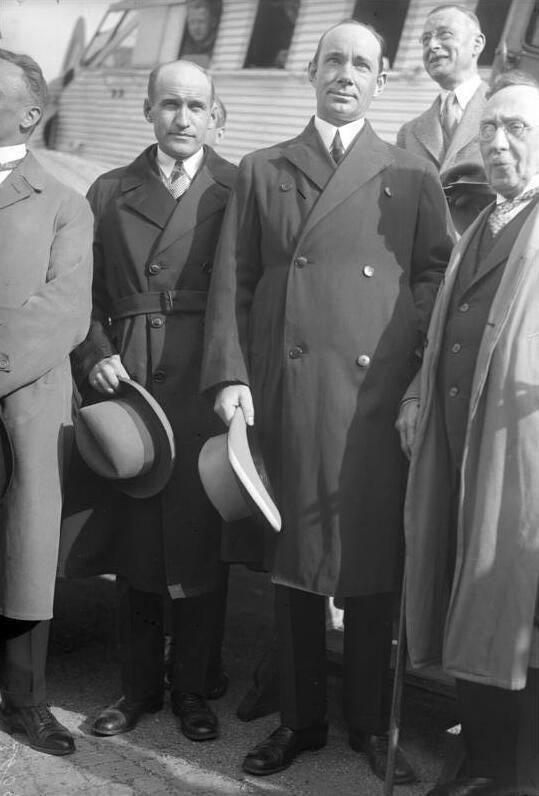
Carl Ben Eielson (links) mit Hubert Wilkins und Arthur Berson (1928)

Carl Benjamin Eielson (* 20. Januar 1897 in Hatton, North Dakota; † 9. November 1929 am Nordkap, Tschukotka) war ein US-amerikanischer Buschpilot. Mit Hubert Wilkins unternahm er 1928 den ersten Motorflug in der Antarktis.

## Leben
Eielson wurde 1897 als eines von acht Kindern des norwegischen Einwanderers Ole Eielson in der Kleinstadt Hatton in North Dakota geboren. Er war erst 14 Jahre alt, als seine Mutter 1911 starb. Er begann an der University of North Dakota und der University of Wisconsin Jura zu studieren, entdeckte aber, dass seine wahre Leidenschaft dem Motorflug galt. Er meldete sich 1917 bei der US Army, um Flieger zu werden. Der Erste Weltkrieg endete aber, bevor er seine Ausbildung abgeschlossen hatte. Anfang 1919 kehrte er ins zivile Leben zurück und kaufte sich eine Curtiss JN-4 Jenny aus Armeebeständen, mit der er Schauvorführungen machte. Er nahm seine Studien an der Georgetown University wieder auf und ging 1922 als Lehrer an eine Highschool in Fairbanks, Alaska.
Eielson erkannte das Potential des Motorflugs in diesem Land und gründete mit Hilfe einheimischer Geschäftsleute die erste Fluggesellschaft Alaskas, deren einziger Pilot er war. Er transportierte Passagiere und Fracht und übernahm 1924 den Postverkehr zwischen Fairbanks und McGrath, der bis dahin mit Hundeschlitten durchgeführt worden war. Nach einer Bruchlandung im Mai verlor er die Konzession aber wieder. 1926 kam er in Kontakt mit dem australischen Polarforscher Hubert Wilkins, der ihn für eine Expedition anheuerte, deren Ziel die Suche nach unbekanntem Land nördlich von Alaska war, die aber aufgrund von technischen Problemen wenig erreichte. 1927 mussten Eielson und Wilkins auf dem Meereis 120 km nördlich der Küste notlanden. Nach dem zweiwöchigen Marsch nach Süden musste Eielson ein erfrorener Finger amputiert werden. Er konnte erst 1928 wieder fliegen, als ihm mit Wilkins ein legendärer 20-stündiger Non-Stop-Flug von Point Barrow, dem Nordkap Alaskas, quer über den Arktischen Ozean nach Spitzbergen gelang. Noch im selben Jahr führten sie mit ihrer Lockheed Vega den ersten Motorflug in der Antarktis aus. Eielson verunglückte am 9. November 1929 während einer Rettungsmission für das im Eis vor Sibirien festsitzende Schiff Nanuk tödlich.
Die Insel am sowjetischen Unfallort wurde nach Eielson und seinem Mechaniker als Kossa Dwuch Pilotow benannt. Die Eielson Air Force Base, der Mount Eielson in Alaska, die Landspitze Eielsonodden auf Spitzbergen und der Eielson-Gletscher auf Grönland sind nach ihm benannt. In der Antarktis trägt die Eielson-Halbinsel seinen Namen. 1985 wurde er in die National Aviation Hall of Fame in Dayton aufgenommen. 1976 wurde in seinem Geburtsort das Hatton-Eielson-Museum eröffnet.